# Caldo verde

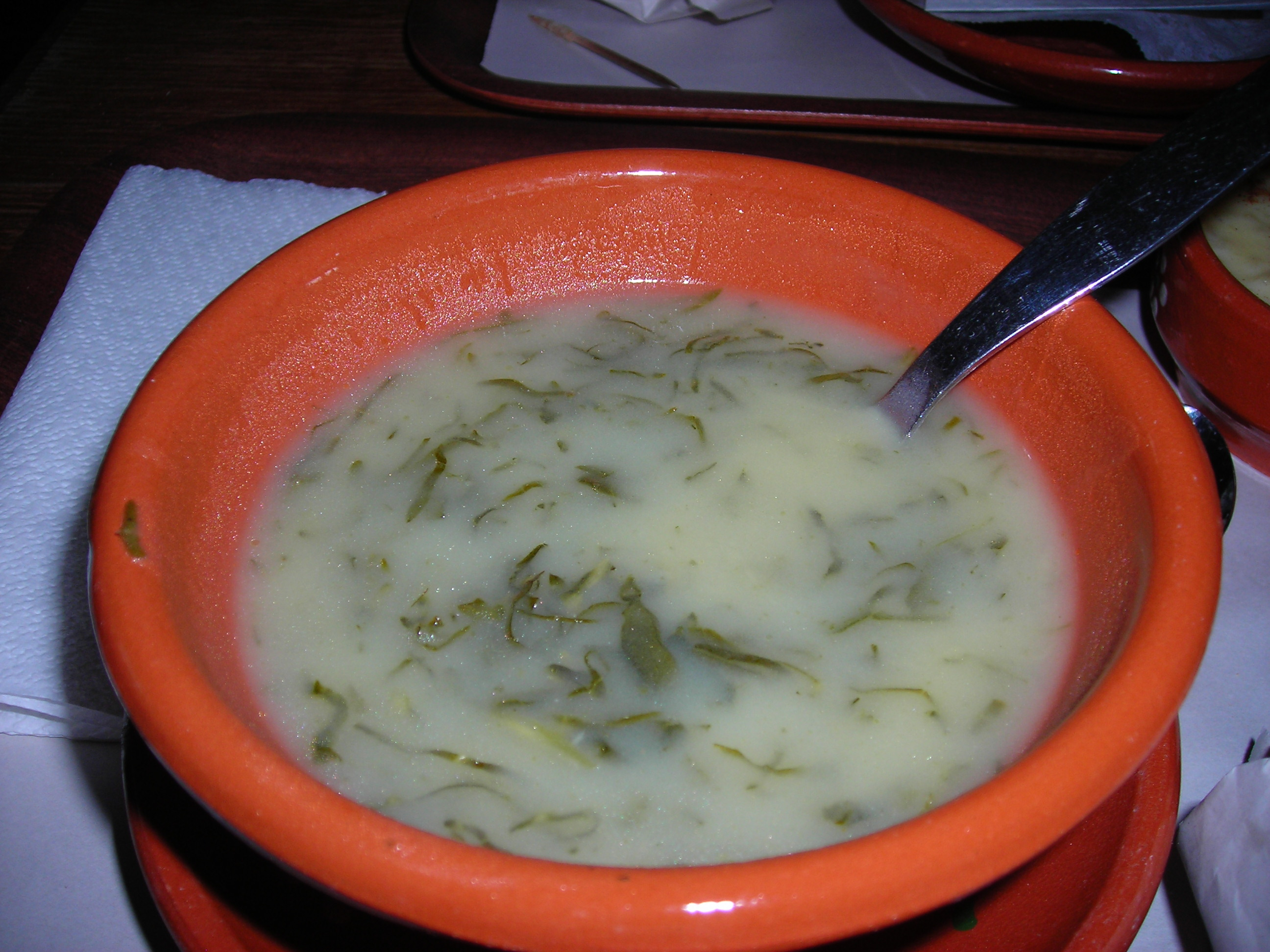
Uma malga de caldo verde.

O caldo verde é uma sopa de couve-galega,  típica da Região do Norte de Portugal continental, mas muito divulgada e com impacto em todo o país. Tem também impacto nos países povoados pelos portugueses, como o Brasil.[carece de fontes?] É uma sopa medianamente espessa e de cor predominantemente verde, uma vez que a couve é cortada às tiras bastante finas.
Em setembro de 2011 foi eleita uma das 7 Maravilhas da Gastronomia de Portugal.

## Degustação
Devido à sua simplicidade e leveza, come-se no início de uma refeição principal ou numa ceia tardia. Para uma degustação genuína, o caldo verde serve-se sempre em tigelas ou malgas de barro, acompanhadas de broa de milho, de centeio ou broa de Avintes e junta-se, no caldo, várias rodelas de salpicão ou de chouriço de colorau, mas, de preferência, salpicão, que o tornam ainda mais delicioso. Segundo a receita original, deve ser sempre acompanhado por bom vinho verde tinto, também servido em malgas, que é um tipo de vinho altamente compatível com esta especialidade gastronómica.

## Festejo
O Caldo Verde é atualmente celebrado em Irivo, freguesia do concelho de Penafiel. Este certame ocorre no terceiro fim de semana de julho. O Festival do Caldo Verde de Irivo tem ganho uma tremenda percussão nos últimos anos. Promovido pela Junta de Freguesia de Irivo em parceria com a Associação Jovem para o Desenvolvimento de Irivo AJDI[carece de fontes?].

## Reconhecimento
Em março de 2021, a CNN Travel elegeu o Caldo Verde como uma das 20 melhores sopas do mundo, destacando ainda o vinho verde como o acompanhante ideal para o repasto.